# Batalla de Aconcagua
La batalla de Aconcagua sucedió en el mes de enero de 1541 en los cerros de Chillox, cerca de Quillota, Región de Valparaíso, como parte de la Guerra de Arauco, que enfrentaba a españoles y mapuches.

## Antecedentes
La derrota sufrida en la ribera del río Mapocho tuvo como consecuencia el odio total entre españoles e indígenas.
Mientras Valdivia sintió que su afianzamiento era definitivo en la región, Michimalonco pensaba que su derrota anterior sería vengada con la expulsión de los europeos.
Para llevar a cabo lo que quería, reunió una gran fuerza en los cerros de Chillox para abalanzarse sobre Santiago. Pero su plan fue descubierto por los españoles, quienes se prepararon para hacer un ataque sorpresa al campamento mapuche.

## La batalla
Entonces, un día las tropas hispanas se lanzaron sobre el campamento, sorprendiendo a los indígenas.
Repuestos de la sorpresa, los mapuches contraatacaron y estuvieron a punto de ganar, hasta que apareció la caballería española, que hizo desbandar a los mapuches. Tras esta acción el toqui Michimalonco y sus fuerzas se replegaron a la fortaleza de Paidahuén cerca de la actual ciudad de los Andes.

## Liberación
En la Batalla de Paidahuén Michimalonco es derrotado y capturado. Para lograr su liberación le ofreció a los conquistadores la ubicación de las minas de oro de Marga Marga a cambio de su libertad y la de sus hombres, actitud parecida a la de Atahualpa en Cuzco años atrás.
Los españoles los liberaron y se quedaron con las minas de oro. Era la primera vez que encontraron oro en Chile.